# Sphingobacterium spiritivorum
Espèce
Sphingobacterium spiritivorum est l'espèce-type du genre de bactéries à Gram négatif Sphingobacterium de la famille des Sphingobacteriaceae.

## Taxonomie

### Étymologie
L'étymologie de l'espèce Sphingobacterium spiritivorum est la suivante : spi.ri.ti.vo.rum. L. masc. n. spiritus, l'alcool; N.L. masc. adj. suff. -vorus, dévorant, mangeant; N.L. neut. adj. spiritivorum, dévorant l'alcool, se réfère à la capacité de cet organisme à attaquer hydrolyser l'alcool, produisant de l'acide durant le processus.

## Publication originale
- (en) Eiko Yabuuchi, Takichi Kaneko, Ikuya Yano, C. Wayne Moss et Noriko Miyoshi, « Sphingobacterium gen. nov., Sphingobacterium spiritivorum comb. nov., Sphingobacterium multivorum comb. nov., Sphingobacterium mizutae sp. nov., and Flavobacterium indologenes sp. nov.: Glucose-Nonfermenting Gram-Negative Rods in CDC Groups IIK-2 and IIb », International Journal of Systematic Bacteriology, vol. 33, no 3,‎ 1er juillet 1983, p. 580–598 (ISSN 0020-7713, 1465-2102 et 1070-6259, DOI 10.1099/00207713-33-3-580, lire en ligne).